# Lily Monze
Lily Monze, née en 1936, est une enseignante et femme politique zambienne, ministre, députée, ambassadrice.

## Biographie
Elle est née en 1936. Elle est la première zambienne à obtenir un diplôme universitaire. Lorsque la Zambie accède à l'indépendance en 1964, elle est déjà enseignante et mariée. Elle siège dans plusieurs institutions éducatives nationales, notamment le Conseil national de l'éducation, le premier Pro-Council de l'Université de Zambie, rebaptisé par la suite Conseil national de l'éducation, le Conseil national de l'éducation et le Conseil du Commonwealth.
En 1967, elle participe à sa première conférence féministe internationale, à Moscou.
Elle accompagne son mari en Éthiopie lorsque celui-ci est affecté à l'Organisation de l'unité africaine, aujourd'hui Union africaine. Puis ils reviennent en Zambie au début des années 1970.
Militante du Parti uni de l'indépendance nationale (UNIP, parti politique zambien, au pouvoir de 1964 à 1991 sous la présidence de Kenneth Kaunda, le premier Président de la république de Zambie indépendante, elle devient membre désigné  de l’assemblée nationale zambienne de 1973 à 1978, et s’investit notamment dans la question de la représentation des femmes dans la vie politique zambienne. Elle devient une des figures du féminisme en Zambie,.
Elle devient aussi une des premières femmes ministre en Zambie, ministre d'État pour la planification et les finances de 1973 à 1975, ministre d'État au cabinet du Premier ministre de 1976 à 1977 et ministre d'État à la coopération économique et technique de 1977 à 1978.
Puis en 1991, Kenneth Kaunda organise une élection présidentielle libre. Mais il est battu, lors de cette élection par Frederick Chiluba, et quitte le pouvoir. En 1992, elle est nommée ambassadrice de Zambie en France,, jusqu’en 1996.
Elle devient ensuite membre du comité directeur de l’Institut international de recherche et de formation des Nations unies pour la promotion de la femme.